# Бекташи

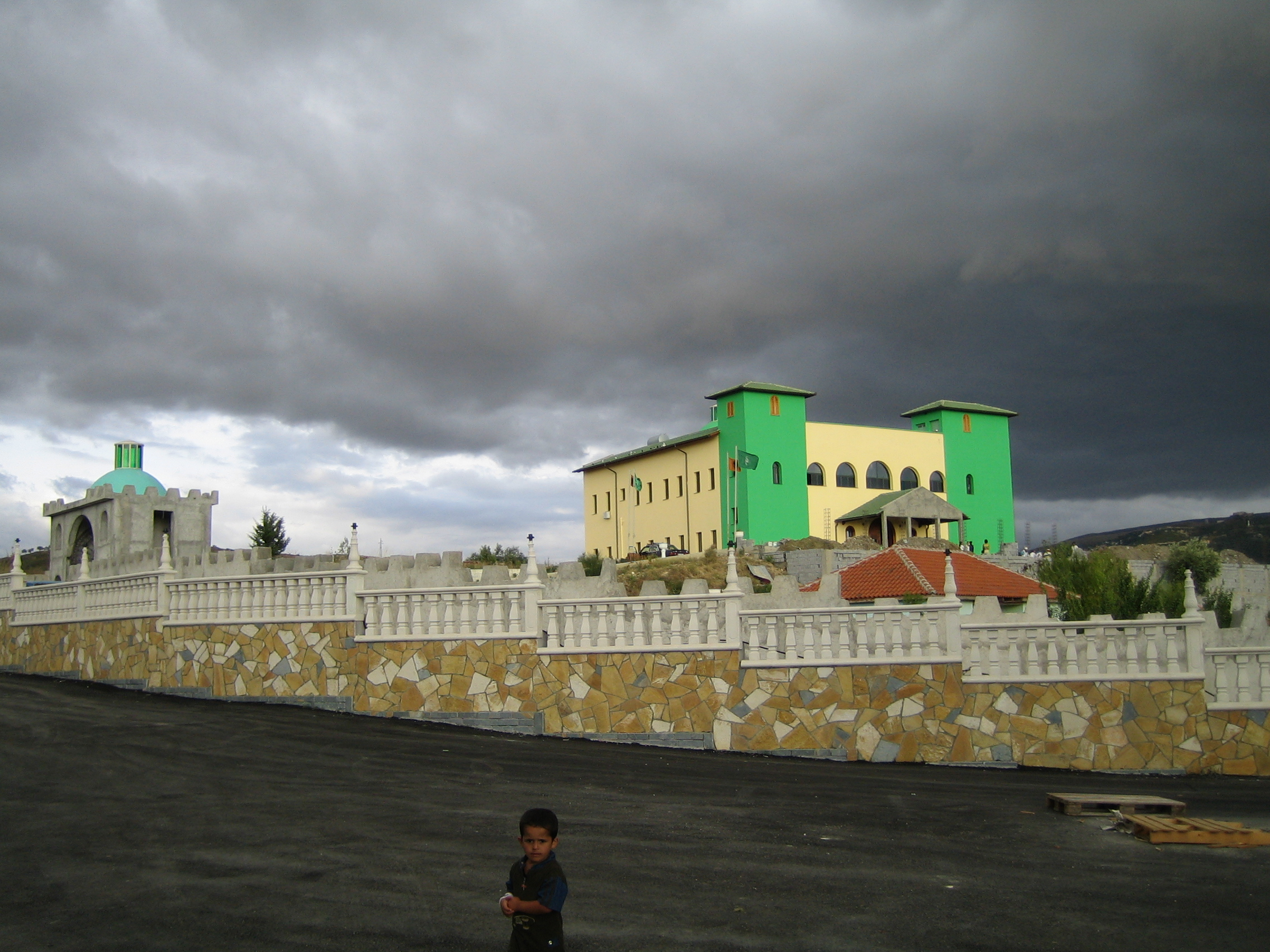
Храм бекташей во Влёре, Албания

Бекташи (араб. البِكْتاشيَّة‎, тур. Bektâşîlik, алб. Tarikati Bektashi, босн. Bektašijski tarikat, макед. Бекташите) — суфийский орден, основанный Хаджи-Бекташем в XIII веке. Близок к шиизму (в связи с особым почитанием Али) и содержит элементы христианства (крещение). Распространён в Турции, Албании, Северной Македонии и Боснии — в основном среди перешедших в ислам бывших православных и униатов. Воспринимают мир посредством триад: Аллаха, Мухаммеда и Али, имеют ритуальную еду из вина, хлеба и сыра. В анатолийском и балканском фольклоре бекташи всегда выступают в виде вольнодумцев, живущих за пределами норм традиционного исламского права. В отличие от прочих направлений ислама, бекташи допускают употребление алкоголя.

## История
Бекташи являются последователями Хаджи-Бекташа, уроженца Нишапура в Хорасане, бывшего, согласно легенде, потомком седьмого шиитского имама Мусы аль-Казима. Традиционно считается, что он жил в промежутке между 1248 и 1337 годами и переселился в Малую Азию, на территорию Конийского султаната, в 1281 году. Там он и основал орден, названный его именем. Поздняя легенда приписывает Хаджи-Бекташу акт благословения на царство юного эмира Османа-Гази, основателя Османского государства. В XV веке происходит сближение бекташей с корпусом янычар. Все янычары были приписаны к ордену, и шейх (настоятель) дервишей был почётным командиром 99-й роты янычарского корпуса.
В конце XV века во главе ордена встал Балым-Султан (? — 1516), выступивший систематизатором и реформатором учения бекташей. К бекташам благоволил султан Сулейман I. В первой половине XVI века Бекташский орден разделился на два течения — челебии и бабаи. Поводом к разделению стал спор о наследниках Хаджи-Бекташ-Вели. Согласно челебиям, он имел рождённых в разные эпохи потомков, зачатых чудесным образом. Согласно бабаям, многие из которых были кызылбашского происхождения, Хаджи-Бекташ не имел потомства. Через посредство бабаев, в учение бекташей проникают шиитские концепции. Бекташи признают 12 шиитских имамов.
После расформирования корпуса янычар в 1826 году, орден лишился привилегированного статуса. De jure, султаном Махмудом II орден вообще был упразднён — но продолжал функционировать неофициально. Одним из центров ордена стала Хорватия, постепенно эта конфессия проникла и в Османскую Албанию, особенно в её будущую столицу Тирану на периферии Османской империи. В Албании целые сельские районы обращались в бекташизм вследствие неприятия суннизма — религии завоевателей.
В 1913 году — после провозглашения Албанией независимости — государство признало самостоятельность религиозной общины бекташей, и Тирана превратилась в мировой центр этой религии. В Турции же, после революции Кемаля, все религиозные ордена (даже чисто суннитские) были в 1924 году закрыты и подверглись репрессиям. В 1925 году многие бекташи были вынуждены покинуть пределы Турции, и большей частью, осели в Албании, где с орденом было связано до 20 % местного населения.
В 1954 община бекташей появилась в США.
В Египте бекташизм пришёл в упадок. В Каире последняя текке бекташей была закрыта в 1965 году.
В Албании орден действовал открыто до 1967 года, и на тот момент насчитывал 120 тыс. чел. Имеются упоминания деятельности бекташей в титовской Югославии (Косово). В 1967-м все монастыри бекташей были закрыты коммунистическим правительством Албании, но в 1990 г. началось их возрождение (как и других конфессий).
В Северной Македонии бекташизм распространён среди этнических турок и албанцев, численность бекташей резко пошла на спад после Второй мировой войны, в Тетове и Кичеве сохранились текке, носящие статус музеев, изредко используемые для совершения богослужений с 2017 года.
В Турции с 1924 года до 1980-х годов орден действовал подпольно. По ориентировочным оценкам бекташей в Турции — несколько миллионов человек (район Кайсери — Каппадокия).

## Доктрина
Основатель ордена, по словам Эфлаки, не соблюдал правил шариата и никогда не молился. Основные идеи ордена заключались в уважении к другим и терпимости. Бекташи разделяют доктрину вахдат ал-вуджуд и аллегорическое понимание Корана и шариата. Они празднуют Навруз как день рождения Али и практикуют ежегодную исповедь наставнику.

## Иерархия
- Дедебаба — высший ранг в иерархии.
- Халиф-баба
- Баба — глава общины.
- Дервиш — самостоятельный бекташ-одиночка.
- Мухип (араб. محب‎) — вторая ступень посвящения
- Ашик (араб. عاشق‎) — первая ступень посвящения